# Gare de Sain-Bel
Gare de Sain-Bel vasútállomás Franciaországban, Sain-Bel településen.

## Vasútvonalak
Az állomást az alábbi vasútvonalak érintik:
- Lyon-Saint-Paul-Montbrison-vasútvonal

## Kapcsolódó állomások
A vasútállomáshoz az alábbi állomások vannak a legközelebb:
- Gare de l'Arbresle (Gare de Lyon-Saint-Paul)